# NHL (1918/1919)
Sezon NHL 1918–1919 – był drugim sezonem ligi NHL. Do rozgrywek przystąpiły 3 zespoły. Sezon ten został podzielony na dwie części. W pierwszej zespoły grały po 10 meczów, a w drugiej 8 meczów. Zespoły, które wygrały w pierwszej i drugiej części awansowały do mistrzostw NHL. Zwycięzca mistrzostwa NHL walczył o Puchar Stanleya. Jednak zmagania o Puchar Stanleya przerwano po pięciu meczach z powodu epidemii hiszpanki.

## Tabele
M = Mecze, W = Wygrane, P = Przegrane, R = Remisy, PKT = Punkty, GZ = Gole Zdobyte, GS = Gole Stracone
| Pierwsza runda     | M  | W | P | R | PKT | GZ | GS |
| ------------------ | -- | - | - | - | --- | -- | -- |
| Montreal Canadiens | 10 | 7 | 3 | 0 | 14  | 57 | 50 |
| Ottawa Senators    | 10 | 5 | 5 | 0 | 10  | 39 | 39 |
| Toronto Arenas     | 10 | 3 | 7 | 0 | 6   | 42 | 49 |

| Druga runda        | M | W | P | R | PKT | GZ | GS |
| ------------------ | - | - | - | - | --- | -- | -- |
| Ottawa Senators    | 8 | 7 | 1 | 0 | 14  | 32 | 14 |
| Montreal Canadiens | 8 | 3 | 5 | 0 | 6   | 31 | 28 |
| Toronto Arenas     | 8 | 2 | 6 | 0 | 4   | 22 | 43 |

### Najlepsi strzelcy
| Zawodnik         | Drużyna                          | Mecze | Bramki | Asysty | Punkty | Kary w minutach |
| ---------------- | -------------------------------- | ----- | ------ | ------ | ------ | --------------- |
| Newsy Lalonde    | Montreal Canadiens               | 17    | 22     | 10     | 32     | 40              |
| Odie Cleghorn    | Montreal Canadiens               | 17    | 22     | 6      | 28     | 22              |
| Frank Nighbor    | Ottawa Senators                  | 18    | 19     | 9      | 28     | 27              |
| Cy Denneny       | Ottawa Senators                  | 18    | 18     | 4      | 22     | 58              |
| Didier Pitre     | Montreal Canadiens               | 17    | 14     | 5      | 19     | 12              |
| Alf Skinner      | Toronto Arenas                   | 17    | 12     | 4      | 16     | 26              |
| Harry Cameron    | Toronto Arenas / Ottawa Senators | 14    | 11     | 3      | 14     | 35              |
| Jack Darragh     | Ottawa Senators                  | 14    | 11     | 3      | 14     | 33              |
| Ken Randall      | Toronto Arenas                   | 15    | 8      | 6      | 14     | 27              |
| Sprague Cleghorn | Ottawa Senators                  | 18    | 7      | 6      | 13     | 27              |

## Mistrzostwo NHL
Montreal Canadiens – Ottawa Senators
| Data      | Wyjazd             | Bramki | Dom                | Bramki |
| --------- | ------------------ | ------ | ------------------ | ------ |
| 22 lutego | Ottawa Senators    | 4      | Montreal Canadiens | 8      |
| 27 lutego | Ottawa Senators    | 3      | Montreal Canadiens | 5      |
| 1 marca   | Montreal Canadiens | 5      | Ottawa Senators    | 3      |
| 3 marca   | Montreal Canadiens | 3      | Ottawa Senators    | 6      |
| 6 marca   | Ottawa Senators    | 2      | Montreal Canadiens | 4      |

Montreal wygrał 4 do 1 i zdobył O’Brien Trophy

## O Puchar Stanleya
Montreal Canadiens - Seattle Metropolitans
| Data     | Wyjazd                | Bramki | Dom                   | Bramki | Dodatkowe   |
| -------- | --------------------- | ------ | --------------------- | ------ | ----------- |
| 19 marca | Montreal Canadiens    | 0      | Seattle Metropolitans | 7      |             |
| 22 marca | Seattle Metropolitans | 2      | Montreal Canadiens    | 4      |             |
| 24 marca | Montreal Canadiens    | 2      | Seattle Metropolitans | 7      |             |
| 26 marca | Seattle Metropolitans | 0      | Montreal Canadiens    | 0      | Po dogrywce |
| 30 marca | Montreal Canadiens    | 4      | Seattle Metropolitans | 3      | Po dogrywce |

 Rozgrywki o Puchar Stanleya przerwano z powodu epidemii. Nikomu nie przyznano Pucharu Stanleya. 